# Miratemnus segregatus
Espèce
Synonymes
- Chelifer segregatus Tullgren, 1908

Miratemnus segregatus est une espèce de pseudoscorpions de la famille des Atemnidae.

## Distribution
Cette espèce est endémique de Namibie. Elle se rencontre vers Walvis Bay.

## Publication originale
- Tullgren, 1908 : Pseudoscorpionina (Chelonethi). Zoologische und Anthropologische ergebnisse einer Forschungsreise im westlichen und zentralen Südafrika ausgeführt in den Jahren 1903-1905. Denskschriften der Medizinisch-Naturwissenschaftlichen Gesellschaft zu Jena, vol. 13, p. 283-288 (texte intégral).